# Jean-Pierre Boyer
Jean-Pierre Boyer (Puerto Príncipe, 15 de febrero de 1776-París, 9 de julio de 1850) fue un militar y político haitiano, y uno de los líderes de la Guerra de Independencia Haitiana. Fue Presidente de Haití desde su ascenso en 1818, hasta su caída en 1843. De todos los líderes revolucionarios de su generación, fue el que más tiempo logró mantenerse en el poder.
En 1820, reunificó el Reino de Haití en el Norte con la República de Haití en el Sur, que se habían dividido durante la Guerra Civil (1806-1820), y en 1822, invadió militarmente la parte española de la isla de Santo Domingo, ocupándola  a la fuerza, colocando la isla de la Española entera bajo su control. 
En 1825, Boyer llegó a un controversial acuerdo con Francia, para que Haití recibiera por fin el reconocimiento diplomático que tanto necesitaba. En dicho acuerdo, Francia aceptó reconocer la Independencia de Haití, a cambio de que Haití le pagase a Francia 150 Millones de Francos como compensación por la pérdida de plantaciones, cultivos y esclavos que Francia sufrió durante la Guerra de Independencia Haitiana. Boyer aceptó realizar el pago de esta compensación, lo que dio origen a la polémica Deuda de Independencia de Haití. 
Boyer trató de unificar al pueblo de la parte española con pueblo haitiano, pero no tuvo éxito, pues ambos pueblos eran distintos en cuanto a religión, cultura, tradiciones, idioma, idiosincrasia y etnicidad. Buscando que la isla fuera más homogénea, Boyer trató de modificar las leyes, el régimen de propiedad de la tierra, el estilo de vida y de trabajo que había parte española para adaptarlos al sistema haitiano, lo que generó alzamientos y revoluciones en la parte española que fueron reprimidos vilolentamente. 
Para cumplir con el pago de la deuda de Independencia de Haití, Boyer aplicó varias medidas económicas, buscando aumentar las exportaciones y los ingresos del estado, pero todas fracasaron. Creó nuevos impuestos y aumentó los ya existentes, lo que despertó la incomodidad de la población en ambas partes de la isla. La aplicación del código rural y las distribuciones de tierra puso a Boyer en conflicto con los hateros dominicanos y con el campesinado en ambas partes de la isla.
En 1843 Boyer sufrió un golpe de Estado y fue derrocado, exiliándose en la Jamaica británica y luego en Francia, donde murió en 1850.

## Biografía
Nació como un mulato libre en Puerto Príncipe, hijo del colono francés François Jean Pierre Boyer, oriundo de Marsella, y de la esclava africana Marie Françoise Victoire, nacida en el Congo en 1754. Su condición privilegiada le permitió educarse en Francia. 
Luchó al lado de Toussaint L’Ouverture contra los franceses y luego acompañó a André Rigaud, también mulato, en la posterior insurrección contra L’Ouverture. Volvió a Haití en 1802, como parte de la expedición naval del general francés Charles Victoire Emmanuel Leclerc, pero luego se unió a los haitianos comandados por Alexandre Pétion el 13 de octubre.
La Colonia francesa de Saint-Domingue, ya siendo Primer Imperio de Haití, se separó en dos Estados en 1806 , tras el asesinato del primer monarca del país Jean-Jacques Dessalines. En el norte, el Estado de Haití, luego constituido en Reino de Haití, fue gobernado por el rey Enrique I. En el sur, la República de Haití fue gobernada por Pétion hasta su fallecimiento en 1818. En los primeros años de la vida independiente de Haití, los presidentes eran vitalicios. Al morir el general Petion, Boyer fue elegido presidente vitalicio por el Senado, de conformidad con la constitución de 1816. Boyer tomó el control de la República, y en 1820 tras el suicidio de Christophe, también ocupó la mitad norte de Haití. 
En 1822, el ejército haitiano comandado por Boyer anexó el Estado Independiente de la parte Española de la isla de Haití, parte este de la isla recién separada de España un par de meses antes. La llegada de Boyer a la parte este supuso la abolición de la esclavitud y se planteó una profunda reforma agraria. Con la idea de borrar las diferencias entre la parte este y la parte oeste de la isla, Boyer la dividió en departamentos horizontales. Con esto se dio inicio al período conocido como dominación haitiana.
En la parte oeste de la isla se iniciaron conspiraciones contra Boyer a partir de 1827, como la del ejército rebelde liderado por Charles Rivière-Hérard, que obligaron a Boyer al exilio en enero de 1843.

## Medidas económicas, sociales y políticas implementadas por Boyer
El comienzo del período de dominación haitiana de la isla La Española fue un periodo de cambios sociales e institucionales a la vez que de notable crecimiento económico. Durante la ocupación haitiana se consolidaron nuevas relaciones de producción que se venían gestando desde el siglo XVIII.
A partir de Boyer, la tierra dejó de ser un monopolio de la clase dominante para aprovechar el plus producto generado por los productores directos, fueran libres o esclavos. Boyer creó las bases de un sistema agrario que todavía en nuestros días mantiene cierta importancia.
Boyer desplegó una ofensiva bastante consistente contra el predominio económico de los hateros y contra el sistema de la ganadería extensiva, predominante en la parte este o "española". Boyer creó un cambio radical en el sistema de la propiedad de la tierra al confiscar las propiedades de la Iglesia Católica, principal latifundista durante la colonia, sentando las bases de un desarrollo agrícola muy superior al que hasta entonces existía.
Se pueden designar las nuevas relaciones como de pequeña propiedad mercantil precapitalista, y fueron dominantes en general durante el transcurso del siglo XIX.
Fue con la ocupación haitiana que el nuevo modo de producción se hace plenamente dominante.  Esto estuvo determinado por la abolición de la esclavitud, la repartición de tierras a los desposeídos fomentando el desarrollo de la agricultura,  la liquidación de las rentas feudales, y la limitación del poder social y político de los hateros.
No obstante, el modelo entró en crisis crónica por el hecho de que los pequeños campesinos no tenían ni medios ni interés en desarrollar renglones mercantiles regulares, ya que no tenían recursos de mano de obra, técnicos y financieros. Estos pequeños campesinos explotados por los comerciantes, apenas producían para el mercado lo imprescindible para procurarse algunos artículos manufacturados provenientes del exterior. La ausencia de una clase dominante agraria moderna y la fragmentación de la propiedad junto al retraso tecnológico, provocaron la limitación del mercado interno y una pobreza crónica generalizada.

## Código Agrario
El Código Agrario de Boyer, copiado del Código Civil de Francia código napoleónico, fue puesto en vigencia en Haití en 1821 y tuvo como propósito asegurar la mano de obra a los grandes y medianos propietarios, ya que impedía a los campesinos abandonar los predios donde laboraban. Esto fue rechazado tanto por los trabajadores haitianos, como por los dominicanos, los primeros alegaron que no lucharon tanto para nuevamente ser esclavos, mientras que los segundos argumentaron que siempre habían vivido sin tener que estar atados a la tierra.
El Código Agrario en la parte Este tuvo como propósito principal la distribución de tierras y la eliminación del sistema de los terrenos comuneros, como lo demuestra la ley del 8 de julio de 1824 que afectó considerablemente a los grandes propietarios, incluyendo a la Iglesia ya que parte de sus tierras fueron repartidas entre los campesinos.
Boyer, que en un momento practicó una política de alianza con los hateros, confrontó serios problemas en la aplicación del Código y los hateros organizaron en 1824 una conspiración en Santo Domingo, que fue denominada la conspiración de los Alcarrizos. Esta revuelta tuvo como propósitos, erradicar el gobierno haitiano y reincorporarse a España. Esto no se pudo llevar a cabo porque la conspiración fue delatada.
No obstante, los hateros continuaron presionando y lograron que Boyer descontinuara las distribuciones de tierras y que concertara con ellos una alianza. Estos también se opusieron firmemente a las pretensiones de pago de impuesto a Boyer en 1826. La intención impositiva era sufragar parte de una deuda contraída por Haití con Francia tras haber aceptado en 1825 una ordenanza del rey francés Carlos X que reconoció la independencia de Haití a cambio del pago de 150 millones de francos en cinco años, rebajada a 90 millones por Luis Felipe I de Francia. La oposición no fue solo de los hateros, sino también de la clase media urbana y rural, que hasta ese momento le había apoyado, pero que no estaba dispuesta a cargar con los problemas heredados por el mandatario haitiano.
Temiendo que la imposición de nuevas cargas tributarias y la puesta en ejecución en la parte este del Código Rural levantaran de nuevo la reacción de los hateros y otros sectores, Boyer acordó la no aplicación del Código en la parte antiguamente Española.
El código fracasó en gran medida debido a que resultó imposible volver al régimen de plantación y a la servidumbre, después de tantos años de práctica de pequeña propiedad y de libertad por parte del campesino.

## Exilio y Muerte

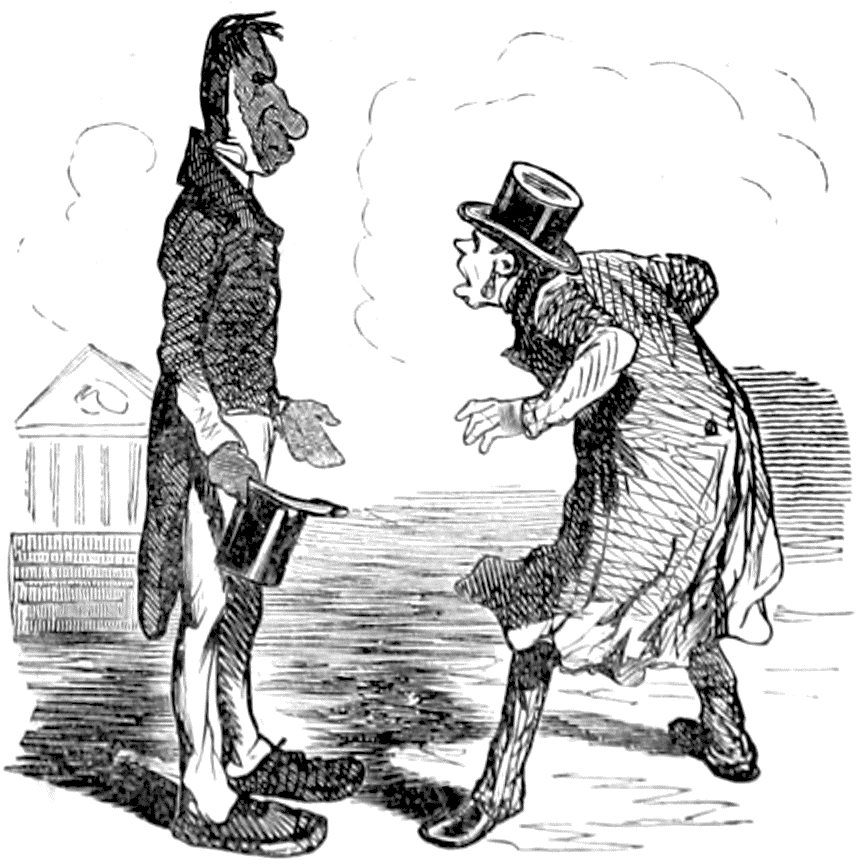
Caricaturaː La Emigración del Sr. Boyer : — Ah ! Señor Presidenteǃ, jamás lo hubiera reconocido. — Me voy al Imperio de Haití, donde espero que me nombren Duque.

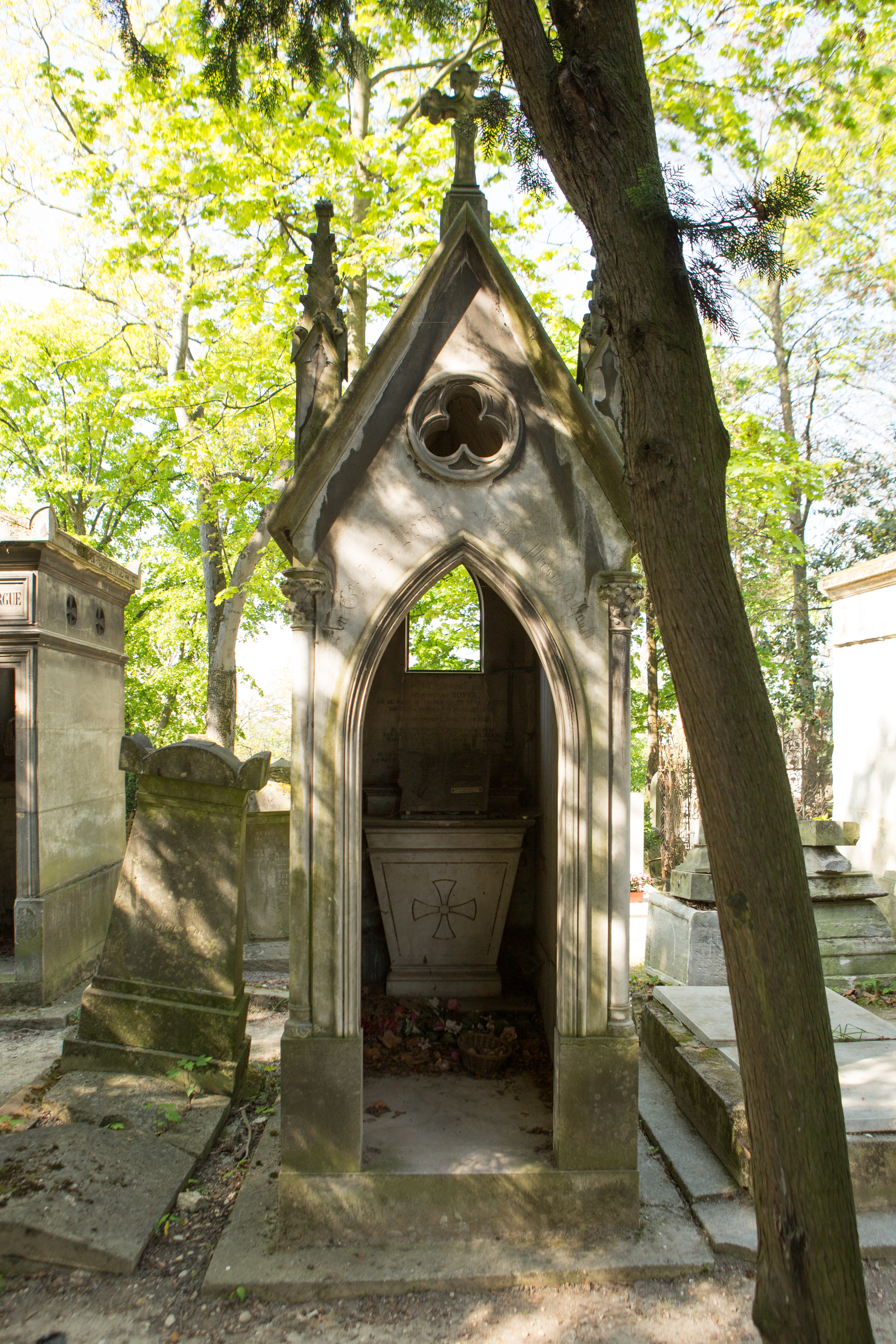
Tumba de Jean Pierre Boyer, en el Cementerio de Pere Lachaise.

Luego de ser derrocado, Boyer se exilió en la Jamaica británica con su esposa y consejera, Marie-Madeleine Lachenais. Lachenais había sido esposa del protector y mecenas de Boyerː Alexandre Petión. Lachenais se casó con Boyer poco después de la muerte de Petión. Las dos hijas que Lachenais había tenido con Petión, fueron adoptadas por Boyer. Lachenais murió en el exilio en Kingston, el 22 de julio de 1843. Después de la muerte de su esposa, Boyer se fue de Jamaica a Francia, y se instaló en París.
Boyer siempre se mantuvo al tanto de los acontecimientos que sucedian en Haití desde su exilio en Francia, y siempre soñó con poder regresar a su país. Cuando Faustino Soulouque se convirtió en Presidente de Haití en 1847, Boyer le envió varias cartas al nuevo Presidente, expresándole su apoyo político. En 1849, Soulouque se nombró a sí mismo Emperador de Haití con el nombre Faustino I, creó una nueva nobleza, mientras distribuía cargos y títulos. Boyer, que soñaba con caer de nuevo en Gracia, tenía planeado regresar a Haití con la esperanza de que lo nombraran Duque, pero murió antes del 9 de julio de 1850 en París. Fue enterrado en el Cementerio de Père-Lachaise.

## Apoyo a la Guerra de Independencia Griega
Haití fue el primer "gobierno"  en mostrar su apoyo a la Guerra de Independencia de Grecia contra el Imperio Otomano. Jean-Pierre Boyer, respondiendo una solicitud de ayuda de Grecia, envió a Francia una carta el 15 de enero de 1822 dirigida a los patriotas griegos Adamantios Korais, Christodoulos Klonaris, Konstantinos Polychroniades y A. Bogorides,que estaban en París buscando apoyo Internacional para la Guerra de Independencia Griega que se encotraba en curso. 
En dicha carta, Boyer le expresó su apoyo a la Independencia Griega, y comparó a la Guerra de Independencia Griega con la Guerra de Independencia Haitiana. Al mismo tiempo, Boyer se disculpó por no poder donar dinero a la Causa Griega, aunque esperaba poder hacerlo en el futuro. Boyer expresó su apoyo político y moral a la causa griega, llenando su carta de referencias a la historia griega clásica, demostrando un conocimiento detallado de esta historia, y evocando poderosamente a los revolucionarios contemporáneos griegos como los herederos legítimos de sus antepasados.
Algunos historiadores aseguran que Boyer envió 25 toneladas de café haitiano a los griegos para que lo vendieran y usaran el dinero de esa venta para comprar armas, pero no existe evidencia suficiente para respaldar esta afirmación. Otros historiadores sostienen que Boyer envió cien soldados voluntarios haitianos a pelear en la guerra de independencia griega, pero , Supuestamente, el barco en que estos voluntarios viajaban fue abordado por piratas en algún lugar del Mediterráneo y estos combatientes nunca llegaron a su destino.
Mas abajo esta la carta Que Boyer le envió a los griegos traducida al español (la carta fue escrita originalmente en francés):

LIBERTAD (la bandera) IGUALDAD
JEAN PIERRE BOYER
Presidente de Haití
A los ciudadanos de Grecia  A. Korais, K. Polychoroniades, A. Bogorides and Ch. Klonaris.
En Paris
"Antes de recibir su carta desde París, con fecha del pasado 20 de Agosto, ya había llegado aquí la noticia de la revolución de sus conciudadanos contra el despotismo que se prolongó durante unos tres siglos. Con gran entusiasmo, supimos que la Helade finalmente se vio obligada a tomar las armas para ganar su libertad y la posición que una vez ocupó entre las naciones del mundo. Tan bello y justo caso, sobre todo, los primeros éxitos que lo han acompañado, no pueden dejar indiferentes a los haitianos, pues nosotros, como los helenos, estuvimos durante mucho tiempo sometidos a una deshonrosa esclavitud, y finalmente, con nuestras propias cadenas, rompimos la cabeza de la tiranía.
Pidiendo a los Cielos que protejan a los descendientes de Leónidas, pensamos ayudar a estos valientes guerreros, si no con fuerzas militares y municiones, al menos con dinero, que sería útil para la compra de armas que necesitan. Pero los hechos ocurridos, que impusieron restricciones financieras a nuestro país, absorbieron todo el presupuesto, incluida la parte que podía disponer nuestra administración. Además, en la actualidad, la revolución que triunfa en la parte oriental de nuestra isla, está creando un nuevo obstáculo para llevar a cabo nuestro propósito; en efecto, esta porción, que se incorporó a la República que presido , se encuentra en extrema pobreza, y por ello justifica inmensos gastos de nuestro presupuesto. Si las circunstancias, como deseamos, mejoran de nuevo, entonces los ayudaremos honorablemente, a los hijos de la Hélade, lo mejor que podamos. 
¡Ciudadanos! Transmitan a sus compatriotas los cálidos deseos que el pueblo de Haití envía en nombre de su liberación. Los descendientes de los antiguos helenos esperan, en el despertar de su historia, trofeos dignos de la Batalla de Salamina. Que demuestren ser como sus antepasados, guiados por las órdenes de Milcíades, y sean capaces, en los campos de la nueva Batalla de Maratón, de lograr el triunfo del asunto sagrado que han emprendido en nombre de sus derechos, religión y patria. Que sea, al fin, a través de sus sabias decisiones, que sean recordados por la historia, como herederos del resistencia y las virtudes de sus antepasados.
En el 15 de Enero de 1822 y 19no año de la Independencia"

BOYER